# 伊斯頓 (麻薩諸塞州)
伊斯頓（英語：Easton）是一個位於美國麻薩諸塞州布里斯托縣的鎮。

## 人口
根據2020年美國人口普查的數據，伊斯頓的面積為75.50平方千米，當中陸地面積為73.70平方千米，而水域面積為1.80平方千米。當地共有人口25058人，而人口密度為每平方千米332人。